# Hans Renold

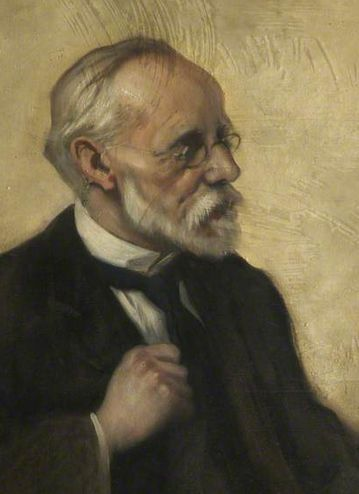
Hans Renold, 1924

Hans Renold (* 31. Juli 1852 in Aarau, Kanton Aargau; † 2. Mai 1943 in Manchester) war ein schweizerisch-britischer Maschineningenieur, Unternehmer und Erfinder.

## Leben und Werk
Renold, Sohn eines Bäckers und Wirts, absolvierte ab 1870 ein Maschineningenieurstudium an der ETH Zürich und hielt sich von 1871 bis 1873 in Paris und London auf. In Salford fand er in einer Firma Arbeit als Maschinenexporteur. Im Jahr 1879 kaufte Renold für 300 £, die ihm sein zukünftiger Schwiegervater geliehen hatte, das kleine Textilkettenunternehmen von James Slater (um 1809–1874) in Salford, Lancashire. Im gleichen Jahr heiratete er Mary Susan Herford (1855–1919). Zusammen hatten sie sechs Kinder. 1880 trennte sich das Ehepaar. 1923 heiratete Renold Rowena Hague Pigott (1874–1962).
Sein Unternehmen florierte, und Renold konnte 1881 seine Fabrik in die Industriemetropole Manchester verlegen. Im gleichen Jahr erwarb er die britische Staatszugehörigkeit. Renold erfand 1880 die Treibketten, auch bekannt unter „Renoldsche Kette“, für die Textilindustrie. Dies war ein großer Fortschritt gegenüber den gängigen Ketten der damaligen Zeit und legte den Grundstein für das Design, auf dem alle modernen Präzisionsrollenketten basieren. Für seine Erfindung erhielt er ein englisches Patent. In der Landwirtschaft, im Bergbau, in der industriellen Fertigung entsprach der Einsatz einer zuverlässigen Antriebskette genau dem Bedürfnis, hohe Lasten bei geringen Geschwindigkeiten zu übertragen.

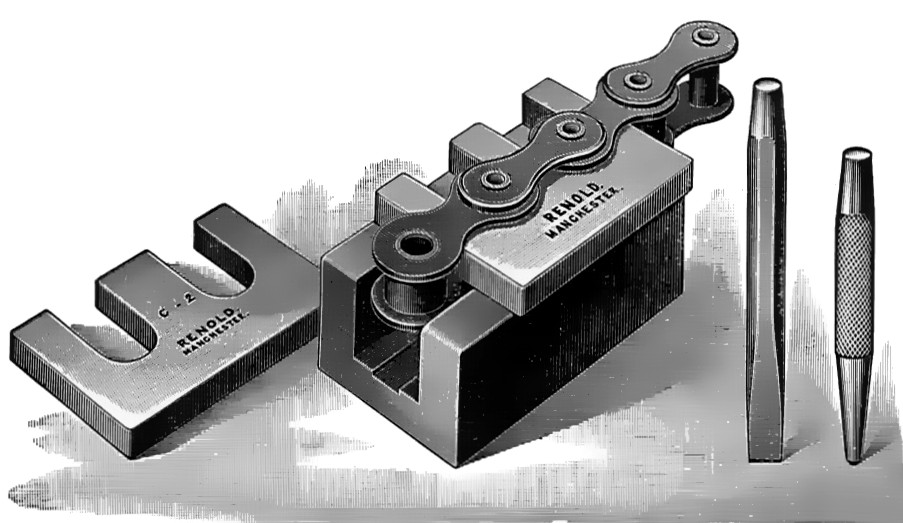
Renold Kettengliederwerkzeuge (1912)

Die „Renoldsche Kette“ war dank ihrer Präzision ein durchschlagender Erfolg und trug auch zur Verbreitung der Fahrradindustrie bei. So war sie für die Entwicklung des Fahrrades von John Kemp Starley entscheidend. Renold schloss sich 1936 mit der „Coventry Chains Company Limited“ und der „Brampton Brothers Limited“ zusammen. Das neue Unternehmen hieß „Renold and Coventry Chain Company Limited“.
Renold und seine Frau waren auch sozial engagiert. So führte er 1896 als einer der ersten Wirtschaftsführer die 48-Stunden-Woche ein und stellte eine Werkskantine für die Belegschaft zur Verfügung. 1909 folgte die Gründung einer Art Hausverbandes, der für die Wohlfahrt und Freizeitbeschäftigung der Arbeiter verantwortlich war. 1910 wurde eine Personalabteilung geschaffen. Zudem führte Renold 1922 die Gewinnbeteiligung der Belegschaft ein. 1913 verfasste Renold einen Aufsatz mit dem Titel Engineering Workshop Organisation. Darin schreibt er u. a. „höhere Löhne für gute Arbeiter sind billiger“, und „es gibt nichts Besseres als genügend Raum für Bewegung“. Renolds soziale Prinzipien fanden ihren Niederschlag auch in den Fabrikbauten und prägen die Struktur der noch heute bestehenden international agierenden Renold-Gruppe.
Die Universität Manchester verlieh Renold 1940 den Titel eines Doktors der Naturwissenschaften honaris causa.